# Helene Hellmark Knutsson

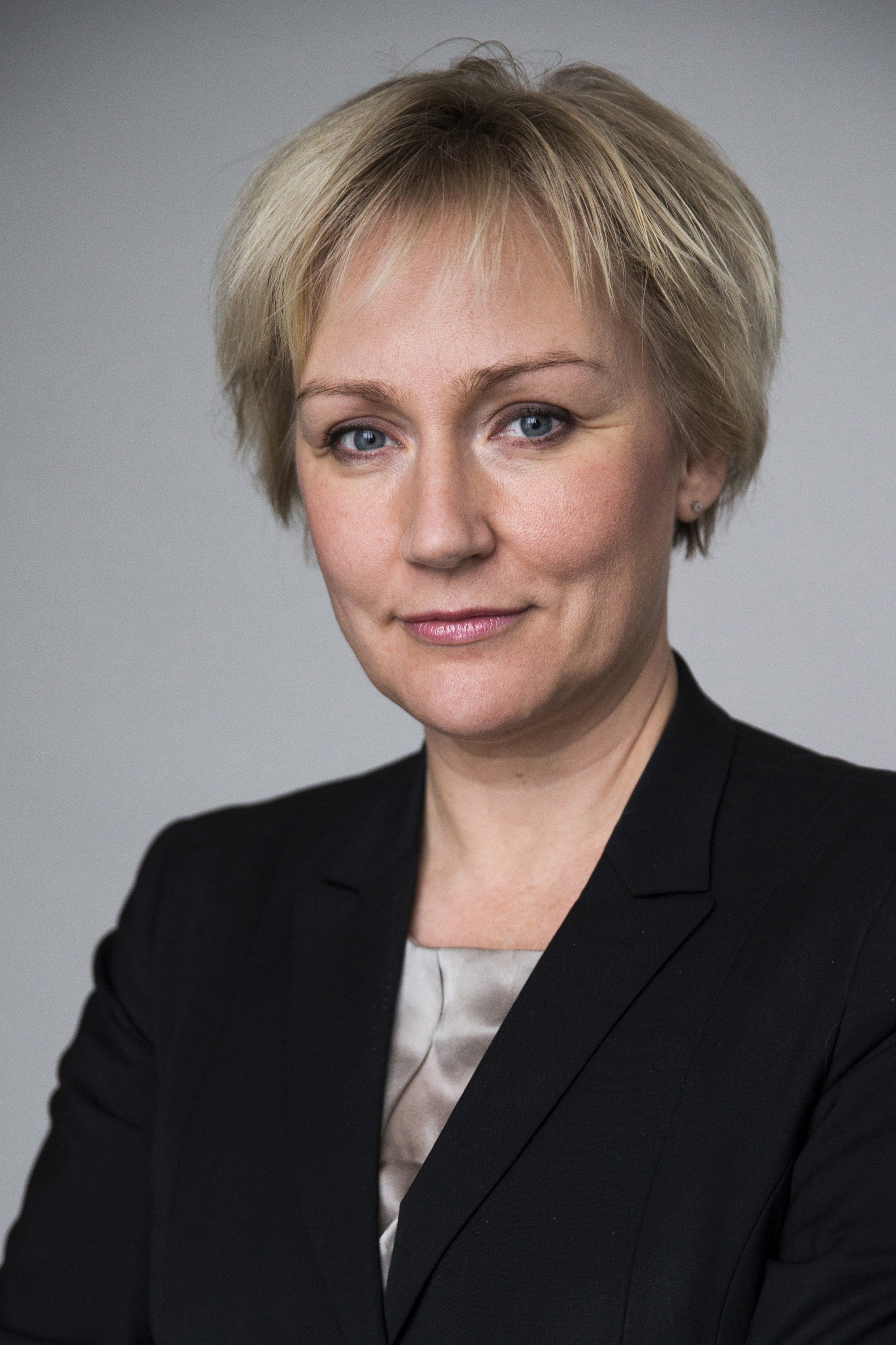
Helene Hellmark Knutsson, 2014

Helene Hellmark Knutsson (* 12. September 1969 in Stockholm) ist eine schwedische Politikerin. Sie gehört der Sozialdemokratischen Arbeiterpartei Schwedens an. In den Regierungen Löfven I und II war sie von 2014 bis 2019 Ministerin für höhere Bildung und Forschung. Seit 2020 ist Knutsson Landshövding für die Provinz Västerbottens län.

## Persönlicher Werdegang
Knutsson arbeitete von 1985 bis 1989 an einer Sekundarschule. Von 1990 bis 1993 erwarb sie im Rahmen eines Universitätsstudiums in Geschichte, Statistik und Wirtschaft 60 Credits. Sie arbeitete im Verkauf und in der Gastronomie.
Die Politikerin ist verheiratet.

## Politischer Werdegang
Helene Hellmark Knutsson begann ihre politische Karriere als Gewerkschafterin. Von 1996 bis 2001 und dann wieder 2010 war sie Ombudsfrau der Swedish Trade Union Confederation, einer Dachorganisation von 14 Einzelgewerkschaften, die vor allem Arbeiter vertreten.
In der Kommunalpolitik engagierte sie sich stark und in verschiedenen Gremien: Von 2001 bis 2010 übernahm sie in Sundbyberg Führungsaufgaben, zwischen 2011 und 2013 war sie Ratsvorsitzende für die Region Mälartal und Stockholm. Im Führungsgremium des Sveriges Kommuner och Landsting, eines schwedischen Kommunalverbands, war sie von 2011 bis 2014, und im Stadtrat von Stockholm hatte sie den Vorsitz der Fraktion der Sozialdemokratischen Arbeiterpartei Schwedens von 2010 bis 2014 inne.
Auch auf Parteiebene übernahm sie eine Reihe von Ämtern. Seit 2013 ist sie Vorsitzende der Sozialdemokraten der Region Stockholm und auf nationaler Ebene Mitglied des Präsidiums.
In den Regierungen Löfven I und II war sie 2014 bis 2019 Ministerin für höhere Bildung und Forschung.
Zum 1. August 2020 übernahm sie das Amt der Landshövding (Regierungspräsidentin) in der Provinz Västerbottens län.

## Maßnahmen in der Regierung Löfven (Auswahl)
In der Amtszeit von Knutsson wurde 2015 ein Forschungsabkommen mit den USA geschlossen, das zwei große gemeinsame Forschungsexpeditionen in die Arktis vorsieht  und Synergien für die schwedische Arktis- und Klimaforschung eröffnet. Im selben Jahr kam zwischen den beiden Staaten ein Abkommen über eine engere Zusammenarbeit in der Raumfahrt zustande.
Das Ministerium Knutssons beabsichtigte, bis 2030 bei den Hochschulprofessuren ein ausgeglichenes Geschlechterverhältnis zu erreichen.